# Кемштедт
Кемштедт (нем. Kehmstedt) — община в Германии, в земле Тюрингия. 
Входит в состав района Нордхаузен.  Население составляет 477 человек (на 31 декабря 2010 года). Занимает площадь 11,40 км².